# Sternangustum perissinottoi
Sternangustum perissinottoi là một loài bọ cánh cứng trong họ Cerambycidae.